# Róisín Murphy
Róisín Marie Murphy (* 5. července 1973 v Arklow, Irsko) je irská zpěvačka, textařka a producentka. Společně s Markem Brydonem tvořila skupinu Moloko.

## Historie
Po neshodách s Brydonem ve společné kapele vydává v červnu 2005 sólovou desku Ruby Blue, producentsky se významně podílí Matthew Herbert. Vzhledem k příznivým ohlasům v médiích sólově koncertuje a sbírá materiál na další desku. Kapela Moloko dokonce na čas přestává fungovat. Na druhém albu Overpowered (2007) s pilotním singlem „You Know Me Better“ přechází od jazzu k disco a hudební kritici jsou opět spokojeni. Počínaje rokem 2006 koncertuje i s Moloko.
Po osmiletém útlumu na hudební scéně v roce 2015 vydává své třetí studiové album "Hairless Toys" a o rok později album "Take Her Up to Monto". Róisín se objevuje na evropských hudebních festivalech a také koncertuje v Severní Americe. V roce 2019 pokračuje v tvorbě nové hudby ve stylu funk a house - vydává osm singlů na čtyřech krátkých deskách. S dlouholetým spolupracovníkem DJ Parrot vydává v roce 2019 nový singl "Incapable" a ve stejné spolupráci v březnu 2020 i singl "Murphy’s Law".

## Diskografie

### Studiová Alba
- 2005 – Ruby Blue
- 2007 – Overpowered
- 2015 – Hairless Toys
- 2016 – Take Her Up to Monto
- 2020 – Róisín Machine
- 2023 – Hit Parade

### Živá alba
- 2007 – Live at Ancienne Belgique 19.11.07
- 2008 – iTunes Live: London Sessions

### Singly
- 2005 – „If We're in Love“
- 2005 – „Sow into You“
- 2007 – „Overpowered“
- 2007 – „Let Me Know“
- 2008 – „You Know Me Better“
- 2008 – „Movie Star/Slave to Love“
- 2019 – "Incapable"
- 2020 – "Murphy’s Law"